# Osman Pascha (Mirliva)

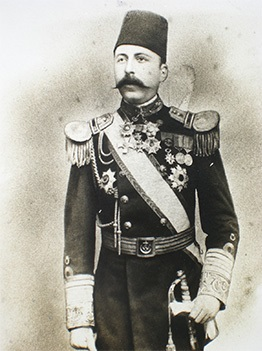
Osman Pascha wurde 1890 zum Konteradmiral (Mirliva) befördert

Osman Emin Ahmed Pascha (* 1858 in Istanbul, Osmanisches Reich; † 1890 vor Kii-Ōshima, Japan), auch als Mirliva Osman Pascha oder Osman Bey bezeichnet, war ein osmanischer Marineoffizier, zuletzt im Range eines Konteradmirals (Mirliva).

## Leben
Osman war der Enkel des Vizeadmirals (Patrona) Osman Pascha. Im Alter von 12 Jahren trat er 1870 in die Marineschule ein, schloss als Zweitbester seines Jahrgangs ab und wurde 1877 Fähnrich auf der Resmo. Als Leutnant segelte er 1879 unter dem Kommando seines Vaters, des Kapitäns Ahmet Bey, nach Basra, ehe er 1880 Artillerieoffizier auf der gepanzerten Fregatte Osmaniye und 1882 Ausbilder auf dem Schulschiff Hüdavendigar wurde. Im Range eines Oberleutnants wurde er 1883 als Marineattaché nach Paris entsandt, im Range eines Kapitänleutnants 1884 als Konsul nach Nikolajew.
Die Heirat mit der Tochter des osmanischen Marineministers (Bozcaadalı Hasan Hüsnü Paşa?) beschleunigte Osmans Laufbahn: im September 1885 stieg er zum Korvettenkapitän auf, 1887 wurde er Aide-de-camp des osmanischen Sultans Abdülhamid II. und im September 1889 Kapitän (Miralay).

## Tod mit der Ertuğrul
Nachdem 1887 ein japanisches Kriegsschiff Istanbul besucht hatte, wurde Osman Pascha 1889 beauftragt, mit der Fregatte Ertuğrul einen Gegenbesuch in Japan zu unternehmen und Ehrengeschenke des osmanischen Sultans an den japanischen Kaiser Meiji zu überbringen. Die schon 1863 gebaute Segelfregatte war zum Ausbildungsschiff umfunktioniert worden.

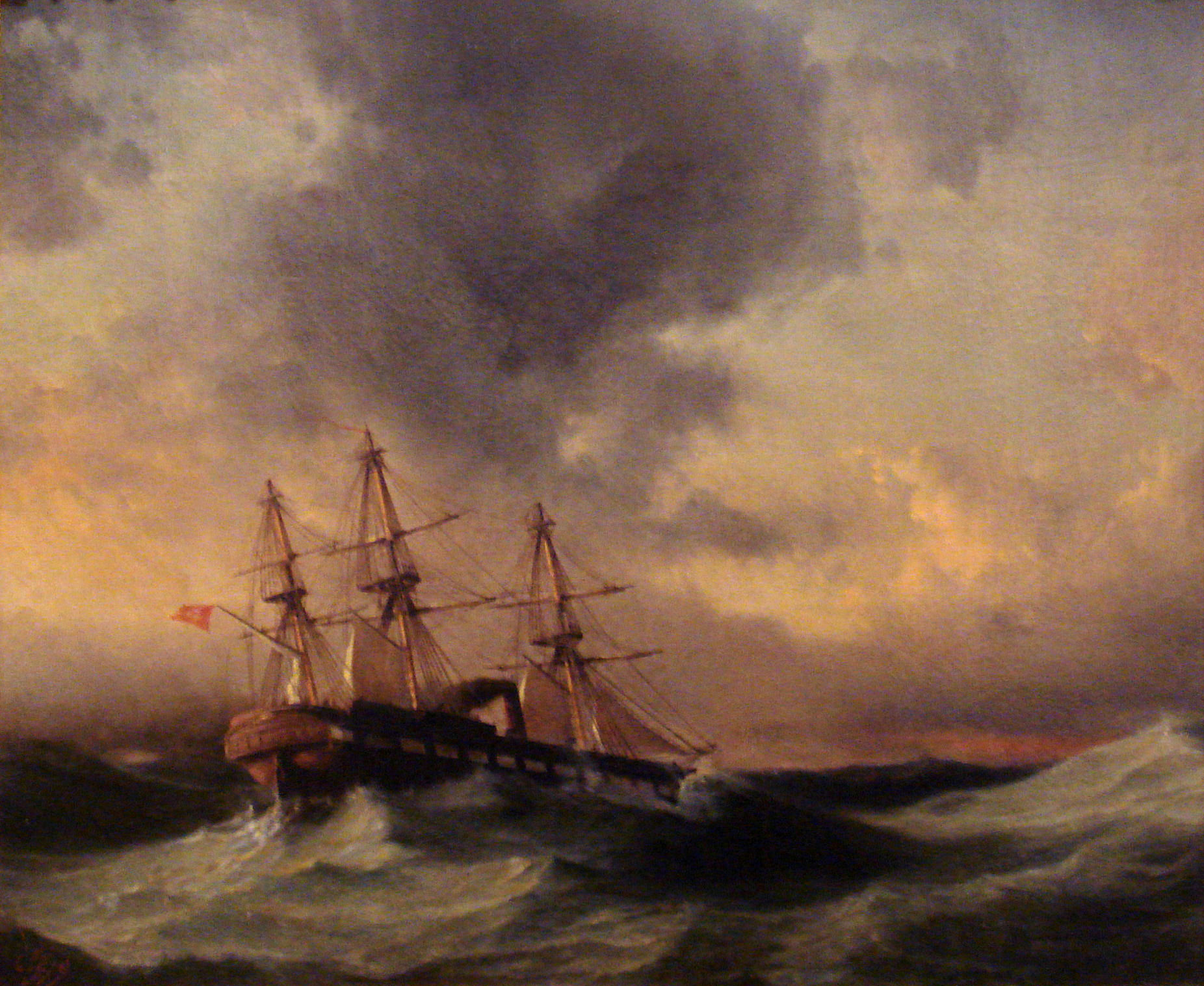
Vor Japan geriet die Ertuğrul 1890 in schwere See (gemalt von Osman Nuri)

Über Port Said, Suez, Aden, Bombay und Colombo erreichte die Ertuğrul zunächst Singapur, wo Osman Pascha im November 1889 die Nachricht von seiner Beförderung zum Konteradmiral (Mirliva) erhielt. Nachdem sie in Singapur auf besseres Wetter hatten warten müssen, kamen die Osmanen im Juni 1890 schließlich im japanischen Yokohama an. Dort wurde zwar ein Teil der Mannschaft von der Pest erfasst, 12 Seeleute starben, politisch war der Besuch aber erfolgreich.
Über Osaka, Nagasaki, Shanghai und Kalkutta sollte die Ertuğrul im September 1890 zurücksegeln. Nur einen Tag nach dem Verlassen Yokohamas geriet sie jedoch in einen Taifun, dem die Besatzung nicht gewachsen war. Die Fregatte rammte ein Riff und sank in der Nacht vom 15. zum 16. September 1890 vor der japanischen Insel Ōshima; 530 Seeleute und mitreisende Zivilisten ertranken – unter ihnen wohl auch Osman Pascha. Etwa 260 Leichen konnten geborgen werden, Osman Paschas war nicht darunter. Den von osmanischer Seite zu Märtyrern erklärten Seeleuten wurde auf der Insel ein Denkmal gesetzt. Die 69 Überlebenden wurden von zwei japanischen Kriegsschiffen im Januar 1891 nach Istanbul gebracht.